# Külső-tó
Der Külső-tó, deutsch „äußerer See“, ist neben dem Belső-tó einer von zwei Seen auf der in den Plattensee hineinragenden Tihany-Halbinsel.
Der See liegt im ehemaligen Krater des Vulkans, aus dem die Halbinsel hervorgegangen ist. Er ist ein Naturschutzgebiet und großenteils mit Ried zugewachsen. Während das Gebiet früher durch Kanäle entwässert wurde, hat man seit 1976 die Entwässerung gestoppt und den natürlichen Zustand wiederhergestellt.

## Fauna
Im Bereich des Sees leben seltene Tiere, verschiedene Arten von Libellen, europäische Sumpfschildkröten, Purpurreiher, Rohrdommeln, Rohrweihen und Silberreiher.